# Formation (dans)
Formation har inom tiodans funnits länge och i Rock'n' Roll ett tiotal år. Nu har man även börjat med internationella tävlingar i formation för Boogie Woogie. I Sverige är formationsdans, som tävlingsgren, relativt ny och det har endast genomförts några få tävlingar.[källa behövs]